# Яблоновка (Ленинградская область)
Я́блоновка (до 1948 года Саапру, фин. Saapru) — посёлок в Громовском сельском поселении Приозерского района Ленинградской области.

## Название
14 января 1948 года исполком Саккольского сельсовета на основании постановления общего собрания колхоза имени Мичурина принял решение о присвоении деревне Саапру наименования Поречье. Спустя несколько месяцев название вновь изменили, теперь на Мичурино. Еще через месяц Саапру окончательно переименовали в Яблоновка.

## История

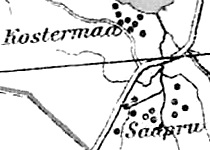
Деревня Саапру на карте 1923 года

До 1939 года деревня Саапру входила в состав волости Пюхяярви Выборгской губернии Финляндской республики.
С января 1940 года — в составе Карело-Финской ССР.
С 1 августа 1941 года по 31 июля 1944 года финская оккупация.
С 1 ноября 1944 года учитывалась в составе Саккольского сельсовета Кексгольмского района.
С 1 октября 1948 года — в составе Громовского сельсовета Приозерского района.
С 1 января 1949 года деревня Саапру стала учитываться как посёлок Яблоновка в составе Громовского сельсовета Приозерского района. В ходе укрупнения хозяйства к деревне были присоединены соседние селения: Суурсилта, Суниккала, Инкисенкюля, Кескимяки, Юхола и Мятсехейккала.
С 1 февраля 1963 года — в составе Громовского сельсовета Выборгского района.
С 1 января 1965 года — вновь в составе Громовского сельсовета Приозерского района. В 1965 году население посёлка составляло 202 человека.
По данным 1966, 1973 и 1990 годов посёлок Яблоновка входил в состав Громовского сельсовета.
В 1997 году в посёлке Яблоновка Громовской волости проживали 77 человек, в 2002 году — 69 человек (русские — 97 %).
В 2007 году в посёлке Яблоновка Громовского СП проживали 48 человек, в 2010 году — 80 человек.

## География
Посёлок расположен в центральной части района на автодороге 41К-156 (Мельничные Ручьи — Приладожское), в месте примыкания к ней автодороги 41К-157 (Громово — Яблоновка).
Расстояние до административного центра поселения — 10 км.
Расстояние до ближайшей железнодорожной станции Громово — 17 км.
Посёлок находится на южном берегу озера Отрадное и в трёх километрах к западу от озера Нарядное.

## Демография
| 2007 | 2010 | 2017 |
| ---- | ---- | ---- |
| 48   | ↗80  | ↘43  |

## Улицы
Гористый переулок, Отрадная, Сосновая, Центральная.